# Andranomavo
Andranomavo è una città e comune del Madagascar situata nel distretto di Soalala, regione di Boeny. 
La popolazione del comune rilevata nel censimento 2001 era pari a 27 000 unità.